# 蘇聯與外國文化關係協會
蘇聯與外國文化關係協會（俄语：Всесоюзное общество культурной связи с заграницей）是苏联政府于1925年设立的组织，以促进苏联作家、作曲家、音乐节、影视工作者、艺术家、科学家、教育家、运动员与其他国家的同行进行交流。该协会会为相关文化工作者组织旅行和会议等活动。虽然该组织源自苏联，但实际上该协会是一个国际组织，在世界各国设立有平行组织，如“美俄文化关系协会”（建于1926年）、“波苏友谊协会”（建于1944年）。该组织经常被西方政府官员、知识分子和媒体批评为事实上的共产党宣传组织。1958年，该协会重组改名，并一直延续到1992年。首任领导为奥莉加·加米涅娃。

## 其他相关人物
- 欧内斯特·德雷仁